# Hamilton Ward senior

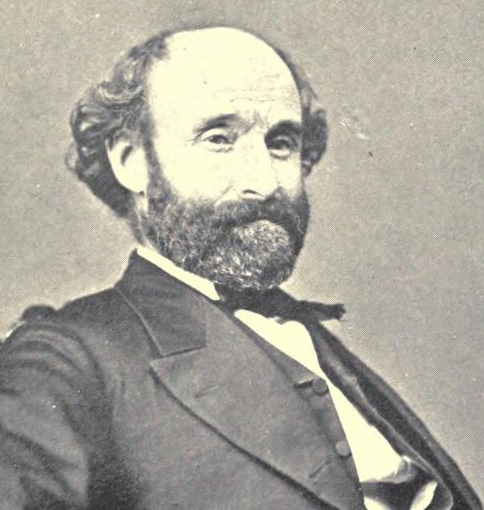
Hamilton Ward senior

Hamilton Ward senior (* 3. Juli 1829 in Salisbury, New York; † 28. Dezember 1898 in Belmont, New York) war ein US-amerikanischer Politiker. Zwischen 1865 und 1871 vertrat er den Bundesstaat New York im US-Repräsentantenhaus.

## Werdegang
Hamilton Ward senior besuchte Gemeinschaftsschulen und wurde privat unterrichtet. Er studierte Jura. Nach dem Erhalt seiner Zulassung als Anwalt 1851 begann er in Phillipsville (heute Belmont) zu praktizieren. Zwischen 1856 und 1859 sowie zwischen 1862 und 1865 war er Bezirksstaatsanwalt im Allegany County. Gouverneur Edwin D. Morgan ernannte ihn 1862 zum Kommissar für Aushebung und Ausstattung von Truppen für den Bürgerkrieg.
Politisch gehörte er der Republikanischen Partei an. Bei den Kongresswahlen des Jahres 1864 für den 39. Kongress wurde Ward im 27. Wahlbezirk von New York in das US-Repräsentantenhaus in Washington, D.C. gewählt, wo er am 4. März 1865 die Nachfolge von Robert B. Van Valkenburgh antrat. Er wurde zwei Mal in Folge wiedergewählt. Da er auf eine erneute Kandidatur 1870 verzichtete, schied er nach dem 3. März 1871 aus dem Kongress aus. Im 40. Kongress hatte er den Vorsitz über das Committee on Revolutionary Claims.
Ward nahm als Delegierter an fast allen Conventions von New York zwischen 1858 und 1890 teil. Er war 1880 und 1881 Attorney General von New York. 1890 nahm er an der Verfassunggebenden Versammlung von New York teil. 1891 ernannte man ihn zum Richter am New York Supreme Court. Später wurde er in das Amt gewählt. Er bekleidete es bis zu seinem Tod am 28. Dezember 1898 in Belmont. Sein Leichnam wurde dann auf dem Forest Hill Cemetery bestattet.